# Ер (Небраска)
Ер (англ. Ayr) — селище (англ. village) в США, в окрузі Адамс штату Небраска. Населення — 83 особи (2020).

## Географія
Ер розташований за координатами 40°26′18″ пн. ш. 98°26′27″ зх. д. / 40.43833° пн. ш. 98.44083° зх. д. (40.438290, -98.440807).  За даними Бюро перепису населення США в 2010 році селище мало площу 0,45 км², уся площа — суходіл. В 2017 році площа становила 0,63 км², уся площа — суходіл.

## Демографія
Згідно з переписом 2010 року, у селищі мешкали 94 особи в 35 домогосподарствах у складі 26 родин. Густота населення становила 207 осіб/км².  Було 36 помешкань (79/км²).
Расовий склад населення:
| - 100,0 % — білих |

До двох чи більше рас належало 0,0 %. Частка іспаномовних становила 0,0 % від усіх жителів.
За віковим діапазоном населення розподілялося таким чином: 28,7 % — особи молодші 18 років, 57,5 % — особи у віці 18—64 років, 13,8 % — особи у віці 65 років та старші. Медіана віку мешканця становила 43,5 року. На 100 осіб жіночої статі у селищі припадало 100,0 чоловіків;  на 100 жінок у віці від 18 років та старших — 109,4 чоловіків також старших 18 років.
Середній дохід на одне домашнє господарство  становив 43 620 доларів США (медіана — 42 500), а середній дохід на одну сім'ю — 53 661 долар (медіана — 53 000). Медіана доходів становила 28 750 доларів для чоловіків та 24 688 доларів для жінок. За межею бідності перебувало 4,4 % осіб, у тому числі 0,0 % дітей у віці до 18 років та 0,0 % осіб у віці 65 років та старших.
Цивільне працевлаштоване населення становило 28 осіб. Основні галузі зайнятості: освіта, охорона здоров'я та соціальна допомога — 32,1 %, будівництво — 25,0 %, транспорт — 10,7 %, роздрібна торгівля — 10,7 %.